# Sundsvall (Gemeinde)
Koordinaten: 62° 23′ N, 17° 18′ O

Sundsvall ist eine Gemeinde (schwedisch kommun) in der schwedischen Provinz Västernorrlands län und der historischen Provinz Medelpad. Der Hauptort der Gemeinde ist Sundsvall.
1903 wurde hier der wikingerzeitliche Schatz von Stige gehoben.

## Sehenswürdigkeiten
- Die Hafenstadt Sundsvall ist kulturelles Zentrum der Region. Das nach einem Brand im Jahre 1888 neu erbaute Stadtzentrum trägt den Kosenamen Stenstaden („Steinstadt“).
- Der Stadt Sundsvall vorgelagert liegt die Insel Alnö.
- Entlang des Indalsälven verläuft der Indalsleden. Eine schöne Aussicht auf das Flusstal bietet sich vom Vättaberget.
- Südlich der Stadt Sundsvall liegt an der Mündung des Flusses Ljungan das historische Machtzentrum Kvissle-Nolby-Prästbolet mit dreizehn Hügelgräbern, einem Runenstein und einer frühmittelalterlichen Kirchenruine.